# X档案
《X檔案》是1990年代聞名於世界各地的美國電視科幻影集，製作人是克里斯·卡特。1993年9月10日於FOX首播第一季，2002年5月19日播畢9季後結束；1998年拍攝了一部同名電影，至2008年，電視版結束6年後，再次拍攝了另一部同名電影。本劇在商業上十分成功，在評論界的口碑也很好，於是立刻吸引了龐大的死忠影迷群體。但第5季末電影版推出後，從第6季開始人氣顯著下滑。加上後期主演人員變動等原因，FOX最終決定在第9季結束此劇。
2015年3月24日，FOX宣布於本劇開播22年、下檔13年後，於加拿大溫哥華重啟製作本劇的迷你劇集版本，共6集。
本片在台灣由華視於1995年首播（但僅播至第七季），1996年7月24日至1997年5月7日期間，並曾另闢時段重播部分第一、二季的集數。之後華視未播出的內容，則陸續於東森洋片台（2003年）與AXN頻道（2008年）播畢。第十季的迷你劇集系列則在2016年1月28日與1月29日晚間22：00時段，由台灣FOX頻道首播頭兩集，之後的各集則逢每週五晚間22：00播出，至2016年2月26日播畢。

## 概述
- 男主角穆德於牛津大學心理學系第一名畢業，後加入联邦调查局。但放棄大好前途，主動要求調查“X檔案（英语：X-files unit）”，這一類事件都是神祕、靈異、科學和常理很難解釋的超常現象。他如此執迷，是因為小時候親眼見到妹妹被綁架，他堅信是外星人所為。這種性格也讓衆人給他取綽號為（鬼魅、陰森、古怪、裝神弄鬼）。
- 女主角史卡利是醫生，联邦调查局高層對穆德的工作很懷疑，便派史卡利去和他搭檔，及時報告穆德的行為用以揭穿他。科學家出身的史卡利堅信科學能夠回答一切問題，否認穆德的信念，有時親眼見到難以解釋的現象後都會拒絕承認。然而隨著劇情推移，加上親身的體驗，史卡利雖然仍堅持科學的精神，也逐漸開始相信穆德的理論，並一直伴他左右揭發事實真相。
- 主線圍繞著外星人陰謀論展開，全世界政府和軍方高層一直試圖掩蓋，千方百計阻撓兩人揭露真相，但與此同時也有很多高層出於不同原因一直在暗中協助兩人。涉及主線的單集每一季共有8、9集左右，在開頭、中間和結尾穿插播出。
- 副線則是各種光怪陸離的奇異事件，如：夢魔、預測未來、人體自燃、平行宇宙等，涉及各種文化的宗教、神話、傳說。每一季共有12、13集左右。

劇集在剛開始播出時並未馬上獲得成功，還曾面臨撤換女主角的命運，但在製作人克里斯卡特堅持下繼續製播，才逐漸打響名號，最後吸引了規模巨大的影迷團體，這些人都稱自己為或。除去熱衷外星人、神祕事件的影迷外，隨著劇情深入，另一個獨立的影迷群體也逐漸興起。這些人關注的焦點是男女主角之間的感情發展，稱自己為（“感情關係”的英文是，摘取後部的而造詞）。到劇集後期，隨真相一點點揭開，男女主角之間的戀情也成為一條主線。
美國最知名的電視類刊物《電視指南》曾評價《檔案》為最偉大的電視劇，也是繼《星艦奇航記》之後第二偉大的“電視劇”（指影迷極端狂熱崇拜的電視劇）。製片人卡特在此世界觀基礎上又製作了兩部衍生劇集《法眼奇案》和《孤槍俠》，還有一部沒有外在聯繫的，不過這三部影集都遠遠不及《檔案》的成就。

## 主演
| 演員                           | 角色                                      | 備註                                             | 粵語配音                                                                                     |
| ------------------------------ | ----------------------------------------- | ------------------------------------------------ | -------------------------------------------------------------------------------------------- |
| 大衛·杜考夫尼 David Duchovny   | 福克斯·穆德 Fox Mulder                    | FBI探員 1-7季男主角 第8季偶爾出現 大結局出現     | 蘇強文（TVB第1、3-7、10-11季） 林保全（TVB第2季） 雷霆（TVB我要相信X檔案）                   |
| 姬蓮·安德森 Gillian Anderson   | 黛娜·史卡利 Dana Scully                   | FBI探員 女主角 醫生                              | 袁淑珍（TVB第1-2、4-7季） 沈小蘭（TVB第3季） 黃玉娟（TVB第10-11季） 許盈（TVB我要相信X檔案） |
| 米奇·皮勒基 Mitch Pileggi      | 華特·史基納 Walter Skinner                | FBI助理處長                                      | 張英才 陳永信 陳欣 翟耀輝（我要相信X檔案）                                                   |
| 威廉·B.戴維斯 William B. Davis | “老煙槍”（C.S.M.） “癌人”（Cancer Man）   | 幕後黑手之一 神祕黑幕組織成员 被异议者认为是反派 | 黃子敬 譚炳文                                                                                |
| 尼可拉斯·李 Nicholas Lea       | 亞力克斯·克萊區克 Alex Krycek             | 原FBI探員 被异议者认为是反派                     | 郭志權                                                                                       |
| 勞勃·派屈克 Robert Patrick     | 約翰·道吉特 John Doggett                  | FBI探員 8-9季男主角                              |                                                                                              |
| 安娜貝絲·吉許 Annabeth Gish    | 莫妮卡·瑞斯 Monica Reyes                  | FBI探員 第9季女主角之一                          | 許盈                                                                                         |
| 湯姆·布萊伍德 Tom Braidwood    | 馬文·佛洛希基 Melvin Frohike              | “孤槍俠”之一                                     | 盧國權                                                                                       |
| 迪恩·哈格倫 Dean Haglund       | 理查·“林哥”·朗格利 Richard "Ringo" Langly | “孤槍俠”之一                                     | 郭志權 李錦綸 翟耀輝                                                                         |
| 布魯斯·哈伍德 Bruce Harwood    | 約翰·拜爾斯 John Fitzgerald Byers         | “孤槍俠”之一 曾任職於 聯邦通訊委員會（FCC）      | 張錦江 馮錦堂                                                                                |
| 傑瑞·哈丁 Jerry Hardin         | 深喉嚨 Deep Throat                        |                                                  | 張英才 陳曙光                                                                                |
| 史蒂文·威廉斯 Steven Williams  | X先生 X                                   |                                                  | 陳欣                                                                                         |

## 集數

### 電視劇
| 季數 | 季數 | 集數 | 播映期間       | 播映期間      | 尼爾森收視率統計   | 尼爾森收視率統計 |
| 季數 | 季數 | 集數 | 播映開始       | 播映結束      | 收視觀眾（百萬人） | 排名             |
| ---- | ---- | ---- | -------------- | ------------- | ------------------ | ---------------- |
|      | 1    | 24   | 1993年9月10日  | 1994年5月13日 | 11.21              | 105              |
|      | 2    | 25   | 1994年9月19日  | 1995年5月19日 | 14.50              | 63               |
|      | 3    | 24   | 1995年9月22日  | 1996年5月17日 | 15.40              | 55               |
|      | 4    | 24   | 1996年10月4日  | 1997年5月18日 | 19.20              | 20               |
|      | 5    | 20   | 1997年11月2日  | 1998年5月17日 | 19.80              | 11               |
|      | 6    | 22   | 1998年11月8日  | 1999年5月16日 | 17.20              | 12               |
|      | 7    | 22   | 1999年11月7日  | 2000年5月21日 | 14.20              | 29               |
|      | 8    | 21   | 2000年11月5日  | 2001年5月20日 | 13.93              | 31               |
|      | 9    | 20   | 2001年11月11日 | 2002年5月19日 | 9.10               | 63               |
|      | 10   | 6    | 2016年1月24日  | 2016年2月22日 | 13.60              | 9                |
|      | 11   | 10   | 2018年1月3日   | 2018年4月21日 | 5.60               | 91               |

### 電影
| 作品 | 作品            | 上映日期      |
| ---- | --------------- | ------------- |
|      | X檔案：征服未來 | 1998年6月19日 |
|      | X檔案：我要相信 | 2008年7月25日 |

## 電影版
1998年，在電視劇第5季結束後的夏天，影院於6月19日上映了電影版《X檔案》，也稱作《X檔案：征服未來》（The X-Files: Fight the Future）。不過拍攝時間卻是在4、5季之間，也就是說加工一年之後才上映。綫索發展上和第5季是緊密相連的，但其本身的劇情又能夠獨立出來。影片十分賣座，不過評論界一片默然。同時，雖然5年的人氣積累讓影片在全世界都受到了歡迎，但美國國内的票房收入卻不及影片製作和宣傳的成本。
電影版（也包括其後4年的影集）是影迷們激烈爭執的焦點。有一部分人很喜歡影片結構和敍事方法，但也有很多人覺得笨重，駕馭不住劇情，這種缺點也一直延續到第9季大結局完畢。第6季開始和電影版是相連的，在電影版吸引了一批新影迷的同時，也讓一些沒有看過電影的人跟不上劇情發展從而放棄了此劇。
該劇的第二部續集《X檔案：我要相信》（X-Files I want to Believe）於2008年7月25日上映。当初离开的男主角大衛·杜考夫尼再次继续扮演男主角穆德，女主角姬蓮·安德森也參與了該續集的演出。劇情依照真實時間講述第九季下檔六年後的故事。然而電影上映時正值蝙蝠俠《黑暗騎士》熱映，加上劇情設計上有缺失，整體來說更像是一部迷你影集，被視為失敗之作。該片預算約三千五百萬美金，在美國只賺進兩千萬美金，還是靠國際票房才回了本。

## 後期變動
後期的情節有了很大轉變。試圖掩蓋外星人陰謀論的幕後組織告一段落；穆德尋找妹妹的綫索得到解決；男女主角的戀情也在艱難中進一步發展。然而外星人自身的綫索仍未結束，八、九季的重點，穆德被外星人綁架，史卡利奇蹟般懷孕生子，兩人之間的愛情，衆人保護嬰兒，揭發軍方人體試驗等劇情上。可以說《Ｘ檔案》有兩類影迷群體：一類是被前半期的神祕、靈異、外星生物事件吸引，然而自電影版以後便逐漸失去興趣；另一類是後期興起的對男女主角戀情等流行因素吸引的影迷。
“孤槍俠”是個地下組織，成員是三個精通電腦網絡及有點傻氣的怪人，9季以來一直幫助穆德和史卡利查明真相，還擁有自己的衍生劇集《孤槍俠》。當該影集被取消後，三個人又最後一次出現在《X檔案》的9x15集中，英勇犧牲。大結局中三人的靈魂出現，忠告穆德（但在2013年所出版的延續性故事漫畫版本《The X-Files Season 10》中，則將孤槍俠的三名成員設定為詐死，實際上依然存活。2016年的第10季迷你劇新作中，則以穆德疑似嗑藥時所看到的幻影再度登場）。

### 杜考夫尼離開
男主角大衛·杜考夫尼想在大銀幕上更有所作為，而且他和女主角姬蓮·安德森一樣都對漫長的拍攝過程有些厭倦。因此他決定逐漸退出劇組。此舉在很大程度上影響到第8季開始的劇情走向。第7季結尾，穆德被外星人擄走；而史卡利早在第2季就被綁架過，運用外星科技的軍方拿她做人體試驗，剝奪了她生育能力，就在穆德失蹤的同時她卻突然發現自己懷孕。劇中暗示過穆德可能是父親，例如史卡利為小孩命名威廉（承穆德的父親之名）及要求穆德幫忙作人工受孕，但同時也暗示小孩可能只是軍方計畫生產「超級戰士」的實驗品，不過沒有具體說明她是如何懷孕的。第8、9季的主線也圍繞著保護會特異功能的小嬰兒展開。電影版續集《X檔案：我要相信》（X-Files I want to believe）當中，史卡利與穆德形成未婚同居的關係，兩人的對話認定嬰兒為他們的孩子，但影集中從未真確指出嬰兒的生父是誰，只以人情角度認定穆德是父親。
杜考夫尼的戲份在第8季大幅減少；第9季開始則完全退出，反映在劇情中是穆德神祕消失。勞勃·派屈克飾演聯邦探員道吉特，接替穆德負責X檔案，並尋找他的下落。道吉特是軍人出身，性格倔強硬朗，與剛開始的史卡利一樣，完全不相信外星人陰謀論等東西。
姬蓮·安德森的戲份在第9季有所減少，因此第9季開始安娜貝絲·吉許飾演的探員夢妮卡·瑞斯便成為第二女主角。瑞斯專攻儀式殺人行為，對靈異事件看得很開，她和道吉特二人組成新的搭檔調查各種X檔案。製片人卡特原本希望這一對新的搭檔能夠重現《X檔案》當年的輝煌，但事與願違，收視率持續下跌，最終官方決定在第11季結束掉這部影集。

### 大結局
2002年5月19日播出了第9季的大結局「真相」，加上廣告兩個小時長度。以審判的形式回顧了之前9年的發展，此集大部分都是室內戲，並不激動人心，而結尾仍然留下了懸念。

## 成績
《X檔案》的收視率在1－5季穩步上漲，然而從電影版開始，後4季的收視率有明顯跌落。對於一部科幻、神秘事件為主的影集來說，要在艾美獎上的拿到演技類獎項是很難的，不過倒贏得過各種技術類的獎項。在金球獎獎上的表現則十分出色，贏得過三次最佳劇情類影集。

## 獎項
| 年度   | 大獎           | 獎項                                     | 入圍者      | 結果 |
| ------ | -------------- | ---------------------------------------- | ----------- | ---- |
| 1994年 | 艾美獎         | 最佳標題設計                             |             | 獲獎 |
| 1995年 | 金球獎         | 最佳劇情類劇集                           |             | 獲獎 |
| 1996年 | 艾美獎         | 最佳客串男演員                           | Peter Boyle | 獲獎 |
| 1996年 | 艾美獎         | 劇情類最佳編劇、混音；最佳音效剪輯、攝影 |             | 獲獎 |
| 1996年 | 美國演員工會獎 | 劇情類電視劇最佳女主角                   | 安德森      | 獲獎 |
| 1997年 | 艾美獎         | 最佳劇情類女主角                         | 姬蓮·安德森 | 獲獎 |
| 1997年 | 艾美獎         | 最佳藝術指導、音效剪輯                   |             | 獲獎 |
| 1997年 | 金球獎         | 最佳劇情類劇集；電視類最佳男主角         | 杜考夫尼    | 獲獎 |
| 1997年 | 金球獎         | 最佳劇情類劇集；電視類最佳女主角         | 安德森      | 獲獎 |
| 1997年 | 美國演員工會獎 | 劇情類電視劇最佳女主角                   | 安德森      | 獲獎 |
| 1998年 | 艾美獎         | 最佳藝術指導、單機攝影剪接               |             | 獲獎 |
| 1998年 | 金球獎         | 最佳劇情類劇集                           |             | 獲獎 |
| 1999年 | 艾美獎         | 最佳化粧                                 |             | 獲獎 |
| 2000年 | 艾美獎         | 最佳化粧、特殊視覺效果；劇情類最佳混音   |             | 獲獎 |
| 2001年 | 艾美獎         | 最佳化粧                                 |             | 獲獎 |

## 片頭標語
各集片頭結尾畫面中，通常顯示的文字是「真相就在那裡」（The Truth is Out There），但偶爾在與陰謀相關的劇集中，會代之以其他詞語。
- 別相信任何人（Trust No One）- The Erlenmeyer Flask
- 否認一切（Deny Everything）- Ascension
- - "Anasazi" 〔納瓦霍語（Navajo）中的『真相依然遙遠』（The truth is far from here）〕
- 道歉就是策略（Apology is Policy）- 731
- 一切皆亡（Everything Dies）- Herrenvolk（德語，『統治種族』）
- 蒙蔽、誘騙、迷惑（Deceive Inveigle Obfuscate）- Teliko
- - Terma（義大利語，『而它依然行動』）
- 相信謊言（Believe the Lie）- Gethsemane
- 所有謊言皆指向真相（All Lies Lead to the Truth）- Redux
- 抵抗或服從（Resist or Serve）- The Red and the Black
- 結局（The End）- The End
- - Triangle（德語，真相遠在天邊某處）
- 大局（In the Big Inning）- The Unnatural（以棒球為主題的一集）
- - "Sixth Extinction II: Amor Fati（拉丁文，『命運之愛』）
- 信其可解（Believe to Understand）- Closure
- 今日無大事（Nothing Important Happened Today）- Nothing Important Happened Today II
- erehT tuO si hturT ehT - 4D（「The Truth is Out There」的倒拼方式寫法）
- 他們在看著（They're Watching）- Trust No 1
- - Improbable（義大利語，『神愛世人』）

## 其他媒體
除電視劇及電影外，X檔案亦多次推出同名的電腦遊戲，最新一集為2005年推出的手機遊戲—X Files: The Lion's Den。此外，在1996－97年期間，多位外國作家如Martin, Les、Steiber, Ellen亦以X檔案之名推出一系列小說。

## 外部連結
- 互联网电影数据库（IMDb）上《X档案》的资料（英文）
- 全劇本 （页面存档备份，存于）
- 完整的製作內幕消息 （页面存档备份，存于）